# إسقاط طائرة إف - 117 نايت هوك الأمريكية 1999
في 27 مارس 1999، وأثناء قصف الناتو ليوغوسلافيا، أسقطت وحدة من الجيش اليوغوسلافي طائرة شبح من طراز إف - 117 نايت هوك تابعة لسلاح الجو الأمريكي، أسقطتها بواسطة صاروخ أرض-جو من نوع إس-125 نيفا / بيتشورا. كانت الطائرة في مُهمة لضرب مواقع عسكرية بالقُرب من العاصمة الصربية بلغراد. تمكن الطيار من النجاة، وقد أنقذته فيما بعد قُوات بحث وإنقاذ تابعة لقُوات حلف شمال الأطلسي.
تُعتبر طائرة إف - 117 نايت هوك التي دخلت الخدمة مع القوات الجوية الأمريكية في عام 1983، تُعتبر واحدة من أكثر قطع المعدات العسكرية الأمريكية تقدمًا. وفي الوقت نفسه، كانت الدفاعات الجوية اليوغوسلافية التي أسقطت الطائرة قديمة نسبيًا.